# Ariel Maximiliano López
Ariel Maximiliano López, conegut simplement com a Ariel López, (Lanús, 5 d'abril de 1974) és un futbolista argentí retirat que ocupava la posició de davanter.
Va iniciar la seua carrera al club de la seua ciutat, el Lanús, on va marcar 50 gols en 136 partits (inclòs màxim golejador del Clausura 1996). Això va cridar l'atenció d'equips europeus, com el Genoa CFC, que el fitxa el 1998.
Va arribar procedent del Gènova al RCD Mallorca a l'estiu de 1998 després de pagar el club balear gairebé 2 milions d'euros pel seu fitxatge. Format al Lanús, allà va formar part d'una de les millors plantilles "granates" que es recorden, on entrenat per Héctor Cúper va saber compartir vestidor amb Hugo Morales, Ibagaza, Bartelt, Shürrer, Roa, Serrizuela, Mena, Siviero…
Conegut com "el Xupa" López per no aturar de llepar-se un dit que sagnava durant un entrenament en la seva etapa de juvenil, després de despuntar en Lanús, i convertir-se en un dels davanters de moda del futbol argentí, i fins i tot pretès per River Plate, Universidad de Chile i el mateix Racing de Santander, Ariel va preferir el futbol italià per acabar fitxant pel Gènova de la Serie B el 1997. Allà les coses no li van ser del tot bé, disputant escassos 7 partits en què, tot s'ha de dir, va marcar 5 gols, els suficients com per què el Mallorca de Cúper el recuperés per al futbol del més alt nivell i li donés l'oportunitat de guanyar-se un lloc en atac davant Leo Biagini, Dani García i Carlitos Domínguez.
En el conjunt mallorquí va participar en uns 30 partits i encara que només va fer 3 gols, va formar part d'un dels millors equips del Mallorca de la història (tercer classificat a la Lliga, subcampió de la Recopa i campió de la Supercopa d'Espanya). Caracteritzat com un ariet ràpid i en essència golejador, el futbol espanyol li va quedar massa gran, i per això no va tenir més remei que tornar al seu país per jugar com a cedit a San Lorenzo primer i Lanús després, abans de tornar per entrenar (sense fitxa) al Mallorca de la 01-02 fins al desembre, quan va ser cedit novament, encara que aquesta vegada a l'Hèrcules de la Segona B. Després de finalitzar el contracte que l'unia al club balear, va passar per Lanús (2002) i Quilmes (2003 a 2004) fins que el 2005 va trobar el seu lloc en el món en ser transferit al futbol mexicà, on des d'aleshores ha jugat al Necaxa (05/06) i després cedit a l'UNAM Pumas.